# Euplassa occidentalis
Euplassa occidentalis là một loài thực vật thuộc họ Proteaceae. Đây là loài đặc hữu của Ecuador.